# Зефіргіллс-Саут (Флорида)
Зефіргіллс-Саут (англ. Zephyrhills South) — переписна місцевість (CDP) в США, в окрузі Паско штату Флорида. Населення — 4985 осіб (2020).

## Географія
Зефіргіллс-Саут розташований за координатами 28°12′54″ пн. ш. 82°11′20″ зх. д. / 28.21500° пн. ш. 82.18889° зх. д. (28.214907, -82.188754).  За даними Бюро перепису населення США в 2010 році переписна місцевість мала площу 5,06 км², уся площа — суходіл.

### Клімат
| Клімат : Зефіргіллс-Саут | Клімат : Зефіргіллс-Саут | Клімат : Зефіргіллс-Саут | Клімат : Зефіргіллс-Саут | Клімат : Зефіргіллс-Саут | Клімат : Зефіргіллс-Саут | Клімат : Зефіргіллс-Саут | Клімат : Зефіргіллс-Саут | Клімат : Зефіргіллс-Саут | Клімат : Зефіргіллс-Саут | Клімат : Зефіргіллс-Саут | Клімат : Зефіргіллс-Саут | Клімат : Зефіргіллс-Саут | Клімат : Зефіргіллс-Саут |
| Показник                 | Січ.                     | Лют.                     | Бер.                     | Квіт.                    | Трав.                    | Черв.                    | Лип.                     | Серп.                    | Вер.                     | Жовт.                    | Лист.                    | Груд.                    | Рік                      |
| Середній максимум, °C    | 21,7                     | 22,8                     | 25,0                     | 27,8                     | 30,6                     | 32,2                     | 32,2                     | 32,8                     | 31,1                     | 28,3                     | 24,4                     | 22,2                     | 27,8                     |
| Середній мінімум, °C     | 11,1                     | 11,7                     | 13,3                     | 16,7                     | 19,4                     | 21,7                     | 22,8                     | 22,8                     | 22,2                     | 18,9                     | 14,4                     | 11,7                     | 17,2                     |
| Норма опадів, мм         | 56                       | 58                       | 114                      | 84                       | 81                       | 170                      | 221                      | 175                      | 165                      | 84                       | 43                       | 53                       | 1306                     |
| ------------------------ | ------------------------ | ------------------------ | ------------------------ | ------------------------ | ------------------------ | ------------------------ | ------------------------ | ------------------------ | ------------------------ | ------------------------ | ------------------------ | ------------------------ | ------------------------ |
| Джерело: Weatherbase     |                          |                          |                          |                          |                          |                          |                          |                          |                          |                          |                          |                          |                          |

## Демографія
Згідно з переписом 2010 року, у переписній місцевості мешкало 5276 осіб у 2612 домогосподарствах у складі 1614 родин. Густота населення становила 1043 особи/км².  Було 4231 помешкання (837/км²).
Расовий склад населення:
| - 94,8 % — білих - 1,3 % — чорних або афроамериканців - 0,6 % — азіатів - 0,5 % — корінних американців - 1,4 % — осіб інших рас |

До двох чи більше рас належало 1,4 %. Частка іспаномовних становила 5,3 % від усіх жителів.
За віковим діапазоном населення розподілялося таким чином: 11,3 % — особи молодші 18 років, 43,9 % — особи у віці 18—64 років, 44,8 % — особи у віці 65 років та старші. Медіана віку мешканця становила 62,5 року. На 100 осіб жіночої статі у переписній місцевості припадало 94,4 чоловіків;  на 100 жінок у віці від 18 років та старших — 93,3 чоловіків також старших 18 років.
Середній дохід на одне домашнє господарство  становив 40 628 доларів США (медіана — 32 973), а середній дохід на одну сім'ю — 49 705 доларів (медіана — 40 710). Медіана доходів становила 45 893 долари для чоловіків та 31 382 долари для жінок. За межею бідності перебувало 15,6 % осіб, у тому числі 18,5 % дітей у віці до 18 років та 10,2 % осіб у віці 65 років та старших.
Цивільне працевлаштоване населення становило 1128 осіб. Основні галузі зайнятості: мистецтво, розваги та відпочинок — 18,0 %, будівництво — 14,4 %, освіта, охорона здоров'я та соціальна допомога — 13,4 %.